# العلاقات المغربية السنغافورية
العلاقات المغربية السنغافورية هي العلاقات الثنائية التي تجمع بين المغرب وسنغافورة.

## مقارنة بين البلدين
هذه مقارنة عامة ومرجعية للدولتين:
| وجه المقارنة                                              | المغرب                                 | سنغافورة                                                             |
| --------------------------------------------------------- | -------------------------------------- | -------------------------------------------------------------------- |
| المساحة (كم2)                                             | 710.85 ألف                             | 719                                                                  |
| عدد السكان (نسمة)                                         | 36.07 مليون                            | 5.89 مليون                                                           |
| الكثافة السكانية (ن./كم²)                                 | 50.74                                  | 819.19 ألف                                                           |
| العاصمة                                                   | الرباط                                 | سنغافورة                                                             |
| اللغة الرسمية                                             | اللغة العربية، أمازيغية معيارية مغربية | لغة إنجليزية، اللغة الملايو، اللغة الصينية القياسية، اللغة التاميلية |
| العملة                                                    | درهم مغربي                             | دولار سنغافوري                                                       |
| الناتج المحلي الإجمالي (بليون دولار)                      | 109.14 مليار                           | 323.91 مليار                                                         |
| الناتج المحلي الإجمالي (تعادل القوة الشرائية) بليون دولار | 274.06 مليار                           | 472.59 مليار                                                         |
| الناتج المحلي الإجمالي الاسمي للفرد دولار أمريكي          | 2.88 ألف                               | 52.89 ألف                                                            |
| الناتج المحلي الإجمالي للفرد دولار أمريكي                 | 7.49 ألف                               | 82.76 ألف                                                            |
| مؤشر التنمية البشرية                                      | 0.628                                  | 0.925                                                                |
| رمز المكالمات الدولي                                      | +212                                   | +65                                                                  |
| رمز الإنترنت                                              | .ma                                    | .sg                                                                  |
| المنطقة الزمنية                                           | ت ع م+01:00                            | ت ع م+08:00، توقيت سنغافورة المنسق ‏                                  |

## منظمات دولية مشتركة
يشترك البلدان في عضوية مجموعة من المنظمات الدولية، منها:
| علم المنظمة | اسم المنظمة                               | تاريخ انضمام المغرب | تاريخ انضمام سنغافورة |
| ----------- | ----------------------------------------- | ------------------- | --------------------- |
|             | مؤسسة التنمية الدولية                     | 29 ديسمبر 1960      | 27 سبتمبر 2002        |
|             | يونسكو                                    | 7 نوفمبر 1956       | 8 أكتوبر 2007         |
|             | وكالة ضمان الاستثمار متعدد الأطراف        | 17 سبتمبر 1992      | 24 فبراير 1998        |
|             | الأمم المتحدة                             | 12 نوفمبر 1956      | 21 سبتمبر 1965        |
|             | الاتحاد البريدي العالمي                   | ?                   | ?                     |
|             | البنك الدولي للإنشاء والتعمير             | 25 أبريل 1958       | 3 أغسطس 1966          |
|             | المنظمة الهيدروغرافية الدولية             | ?                   | ?                     |
|             | الاتحاد الدولي للاتصالات                  | 1 نوفمبر 1956       | 22 أكتوبر 1965        |
|             | منظمة حظر الأسلحة الكيميائية              | ?                   | ?                     |
|             | مؤسسة التمويل الدولية                     | 30 أغسطس 1962       | 4 سبتمبر 1968         |
|             | المركز الدولي لتسوية المنازعات الاستشارية | 10 يونيو 1967       | 13 نوفمبر 1968        |
|             | منظمة التجارة العالمية                    | 1995                | ?                     |
|             | منظمة الشرطة الجنائية الدولية             | ?                   | ?                     |

## وصلات خارجية
- موقع وزارة الخارجية المغربية
- موقع وزارة الخارجية السنغافورية